# Paul Huijts
Paulus Hubertus Augustinus Maria (Paul) Huijts (Den Haag, 25 mei 1962) is een Nederlandse topambtenaar en diplomaat. Sinds 28 augustus 2024 is hij ambassadeur van Nederland in het Verenigd Koninkrijk. Eerder was hij secretaris-generaal van het ministerie van Algemene Zaken (2014-2020) en van het ministerie van Buitenlandse Zaken (2020-2024).

## Loopbaan
Huijts studeerde economie aan de Erasmus Universiteit Rotterdam (1980-1986) en ging na zijn afstuderen op het ministerie van Economische Zaken werken waar hij uiteindelijk hoofd van de afdeling Bedrijfsomgeving en Infrastructuur en later plaatsvervangend directeur Algemeen Technologiebeleid werd. In 2000 werd hij raadadviseur op het ministerie van Algemene Zaken onder premier Wim Kok, verantwoordelijk voor asielbeleid en zorg.
Bij de kabinetsformaties van 2002 en 2003 was hij secretaris.
In 2004 maakte Huijts de overstap naar het ministerie van Volksgezondheid, Welzijn en Sport, waar hij eerst plaatsvervangend secretaris-generaal was (2004-2009) en vervolgens directeur-generaal Volksgezondheid (2009-2014). In 2014 keerde hij terug naar Algemene Zaken om Kajsa Ollongren op te volgen, die wethouder in Amsterdam werd; hij werd secretaris-generaal en daarmee de hoogste ambtenaar van Nederland. Door deze functie stond hij in de top-100 van meest invloedrijke Nederlanders volgens de Volkskrant. In 2020 werd hij secretaris-generaal op het ministerie van Buitenlandse Zaken.
Huijts stond bekend als een onopvallende ambtenaar die zijn politiek leidinggevende niet naar de mond praat en goed partijen bij elkaar kan brengen.
Op 22 december 2023 werd bekend dat hij naar het Nederlandse diplomatiek corps zou overstappen om ambassadeur in Londen te worden.
- Parlement.com: vjladdr68bzu